# Tannase
Les tannases constituent une classe d'enzymes, de référence EC EC 3.1.1.20), qui catalysent les réactions chimiques :
digallate + H2O {\displaystyle \rightleftharpoons } 2 gallate
Les deux substrats de cette enzyme sont donc l'digallate et l'H2O, et son produit de réaction est le gallate.
Cette enzyme appartient à la famille des hydrolases et plus spécifiquement à ceux qui agissent sur les liaisons ester carboxyliques. Le nom de cet classe d'enzyme est acylhydrolase tannique. Parmi les autres noms en vigueur, on trouve tannase S et acetylhydrolase tannique.
En plus de catalyser l'hydrolyse de la liaison ester centrale entre les deux anneaux aromatiques du digallate (activité de dépsidase), les tannases peuvent aussi avoir une activité d'estérase (hydrolyse de la fonction ester terminale attachée à une des deux anneaux aromatiques).
Les tanases sont des enzymes clé dans la dégradation des gallotanins, un type de tanins hydrolysables. On les trouve dans divers groupes de microorganisme, incluant les bactéries de la panse.

## Sources
- Nomenclature Committee of the International Union of Biochemistry and Molecular Biology.